# 9 Batalion Sanitarny
9 Batalion Sanitarny (9 bsan.) – pododdział służby zdrowia Wojska Polskiego.

## Historia batalionu
9 Batalion Sanitarny został sformowany w 1922 roku na bazie zlikwidowanej Kadry Kompanii Zapasowej Sanitarnej nr 9. Pododdział był okręgową instytucją służby zdrowia podległą bezpośrednio szefowi sanitarnemu Dowództwa Okręgu Korpusu Nr IX oraz jednostką ewidencyjną dla wszystkich oficerów i szeregowych pełniących służbę w formacjach sanitarnych i liniowych OK IX, w tym w 9 Szpitalu Okręgowym w Brześciu oraz w szpitalach rejonowych Baranowicze (do 1924 roku), Słonim (od 1924 roku), Kobryń i Siedlce. Ponadto batalion wypełniał funkcje szkoleniowe oraz mobilizacyjne.
W czerwcu 1926 roku jednostka została skadrowana i przemianowana na Kadrę 9 Batalionu Sanitarnego. W 1928 roku w Kadrze 9 bsan. w Brześciu służbę pełniło tylko dwóch oficerów administracyjnych: kpt. Izydor Frucht (komendant) i por. Jan Osiński (oficer ewidencji materiałowej).
Z dniem 1 lipca 1931 roku minister spraw wojskowych wcielił Kadrę 9 Batalionu Sanitarnego, bez zmiany nazwy i zadań, do 9 Szpitala Okręgowego w Brześciu i jednocześnie zwiększył skład osobowy szpitala o skład osobowy kadry. 

## Organizacja batalionu
W skład batalionu wchodziła:
- drużyna dowódcy batalionu,
- trzy kompanie sanitarne,
- kadra batalionu zapasowego,
- warsztat sanitarno-techniczny.

Każda z kompanii sanitarnych składała się z drużyny dowódcy i czterech plutonów. Pluton liczył dwie drużyny po dwie sekcje sanitarne. Dwa plutony z każdej kompanii były wydzielone do służby w szpitalu okręgowym i w szpitalach rejonowych. Szpital okręgowy dysponował trzema plutonami, a każdy z trzech szpitali rejonowych – jednym plutonem obsługi sanitarnej.

## Żołnierze
Dowódcy kompanii, batalionu i komendanci kadry
- mjr lek. Władysław Brykner (1923[7][8] – VI 1926 → 35 pp[9])
- kpt. san. Izydor Frucht (VI 1926[2] – VII 1931 → kwatermistrz 9 Szpitala Okręgowego[10])

Zastępcy dowódcy batalionu
- kpt. lek. Stefan Walkowski (1923[7][8] – XI 1925 → dowódca baonu)